# Afterburner
Afterburner é o nono álbum de estúdio da banda ZZ Top, lançado em 1985. Como Eliminator de 1983, este disco também foi muito bem sucedido. A banda ainda fazia uso da sonoridade e produção moderna que havia atingido o ápice com Eliminator. Antes do lançamento de Afterburner, a banda encabeçou a edição de 1985 do Donington Monsters of Rock.
| Críticas profissionais                                                      | Críticas profissionais |
| Avaliações da crítica                                                       | Avaliações da crítica  |
| Fonte                                                                       | Avaliação              |
| --------------------------------------------------------------------------- | ---------------------- |
| allmusic                                                                    | [ 1 ]                  |
| Robert Christgau                                                            | (B)                    |
| Rolling Stone                                                               | (desfavorável)         |
| Q                                                                           | [ 4 ]                  |
| Esta tabela precisa de ser acompanhada por texto em prosa. Consulte o guia. |                        |

## Faixas
Todas as faixas por Billy Gibbons, Dusty Hill e Frank Beard.
1. "Sleeping Bag" – 4:03
2. "Stages" – 3:32
3. "Woke Up with Wood" – 3:45
4. "Rough Boy" – 4:50
5. "Can't Stop Rockin'" – 3:02
6. "Planet of Women" – 4:04
7. "I Got the Message" – 3:27
8. "Velcro Fly" – 3:29
9. "Dipping Low (In the Lap of Luxury)" – 3:11
10. "Delirious" – 3:41

## Banda
- Billy Gibbons: guitarra e vocal
- Dusty Hill: baixo
- Frank Beard: bateria